# Guianacara
Guianacara — род лучепёрых рыб семейства цихловых, в
настоящее время насчитывает 6 видов. Обитает на Гвианском берегу у Южной Америки.
- Guianacara cuyunii López-Fernández, Taphorn Baechle & Kullander 2006
- Guianacara geayi (Pellegrin 1902)
- Guianacara oelemariensis Kullander & Nijssen 1989
- Guianacara owroewefi Kullander & Nijssen 1989 — Акара голубая
- Guianacara sphenozona Kullander & Nijssen 1989
- Guianacara stergiosi López-Fernández, Taphorn Baechle & Kullander 2006